# Clara Rosager
Clara Rosager (Copenaghen, 11 novembre 1996) è un'attrice e modella danese.

## Biografia
Nata a Copenaghen, in Danimarca. I suoi genitori, Lizzette Rosager, una psicanalista, e Henrik Rosager, un insegnante di karate, le hanno riservato un'educazione cristiana. Dopo aver frequentato un liceo privato nella sua città di provenienza, ha proseguito i suoi studi alla Copenhagen Acting School, dove si è laureata.

## Carriera
Dall'età di otto anni si appassiona al teatro e incomincia a frequentare lezioni di recitazione. Anni dopo, invece, si avvicina al mondo della moda, tanto da spostarsi per tre anni a New York per svolgere diversi scouting.
Nel 2016, ottiene il suo primo ruolo, quello di Cecilie nel lungometraggio One-Two-Three Now; nello stesso anno, appare nel film The Road to Siberia. In seguito è apparsa in altri film, come: Paziente 64 - Il giallo dell'isola dimenticata, Il concorso e Morbius. In quest'ultimo ha affiancato Jared Leto, Matt Smith e Adria Arjona, entrando a far parte del Sony's Spider-Man Universe.
Dal 2019 al 2020 ha interpretato Sarah nella serie televisiva post-apocalittica The Rain, prodotta da Netflix. Mentre nel 2022 entra a far parte del cast di 1899, nel ruolo di Tove, e Diavoli, nel ruolo di Nadya Wojcik.
Nel 2023 entra a far parte della seria televisiva Loro uccidono - Nel buio della mente, interpretando Alberte Hvilsted.

## Filmografia

### Cinema
- One-Two-Three Now, regia di Barbara Topsøe-Rothenborg (2016)
- Vejen til Sibirien, regia di Ryan Løkken (2016)
- Før frosten, regia di Michael Noer (2018)
- Paziente 64 - Il giallo dell'isola dimenticata (Journal 64), regia di Christoffer Boe (2018)
- Il concorso (Misbehaviour), regia di Philippa Lowthorpe (2020)
- Morbius, regia di Daniel Espinosa (2022)
- Kysset, regia di Bille August (2022)

### Televisione
- Face to Face – serie TV, episodio 1x02 (2019)
- The Rain – serie TV, 12 episodi (2019-2020)
- 2 Døgn – serie TV, 4 episodi (2021)
- Diavoli – serie TV, 8 episodi (2022)
- 1899 – serie TV, 8 episodi (2022)
- Loro uccidono - Nel buio della mente (Den som dræber - Fanget af mørket) – serie TV, 4 episodi (2023)

### Cortometraggi
- Turned, regia di Anders Walter (2020)

## Riconoscimenti
- Danish Film Awards
  - 2020 – Candidatura alla miglior attrice per Før frosten
- Bodil Awards
  - 2020 – Candidatura alla miglior attrice di supporto per Før frosten

## Doppiatrici italiane
Nelle versioni in italiano delle opere in cui ha recitato, Clara Rosager è stata doppiata da:
- Selena Bellussi[15] in Paziente 64 - Il giallo dell'isola dimenticata[16]
- Giulia Franceschetti[17] in Il concorso[18]
- Lavinia Cipriani[19] in The Rain[20]
- Veronica Benassi[21] in Diavoli[22]
- Margherita De Risi[23] in 1899[24]